# Памятник Пушкину (Кривой Рог)
Памятник А. С. Пушкину — скульптура поэта Александра Сергеевича Пушкина в городе Кривой Рог.

## История
Торжественное открытие памятника состоялось 7 ноября 1987 года к 150-летию смерти поэта.
Был изготовлен в 1983 году и его планировалось установить в 1984 году к 185-летию со дня рождения.
Демонтирован 15 ноября 2024 года в рамках закона о деколонизации Украины. Фактически это было сделано в ответ на террористический акт вооружённых сил РФ 11 ноября 2024 года, в результате которого погибли четверо людей: мать и трое её детей.

## Характеристика
Изготовлен из чугуна, отлит в литейном цехе комбината «Криворожсталь» бригадой формовщиков-литейщиков под руководством Николая Петровича Репникова. Авторы: скульптор А. В. Васякин, архитекторы Ю. П. Сыч и С. В. Теплоухов.
Установлен в Центрально-Городском районе по улице Пушкина на гранитном постаменте в сквере имени Пушкина.